# Тум (присілок)
Тум (рос. Тум) — присілок в Ярському районі Удмуртії, Росія.
В присілку діє школа.

## Населення
Населення — 138 осіб (2010, 194 у 2002).
Національний склад станом на 2002 рік:
- удмурти — 87 %